# Pigen fra kiosken
Pigen fra kiosken er en amerikansk stumfilm fra 1918 af George Irving.

## Medvirkende
- Mae Marsh som Peggy Murray / Louise Parke
- Rod La Rocque som George Landis
- Florida Kingsley som Mrs. Treadway Parke
- Alec B. Francis som Dr. Granville
- Jere Austin som Stephen Underwood